# Student

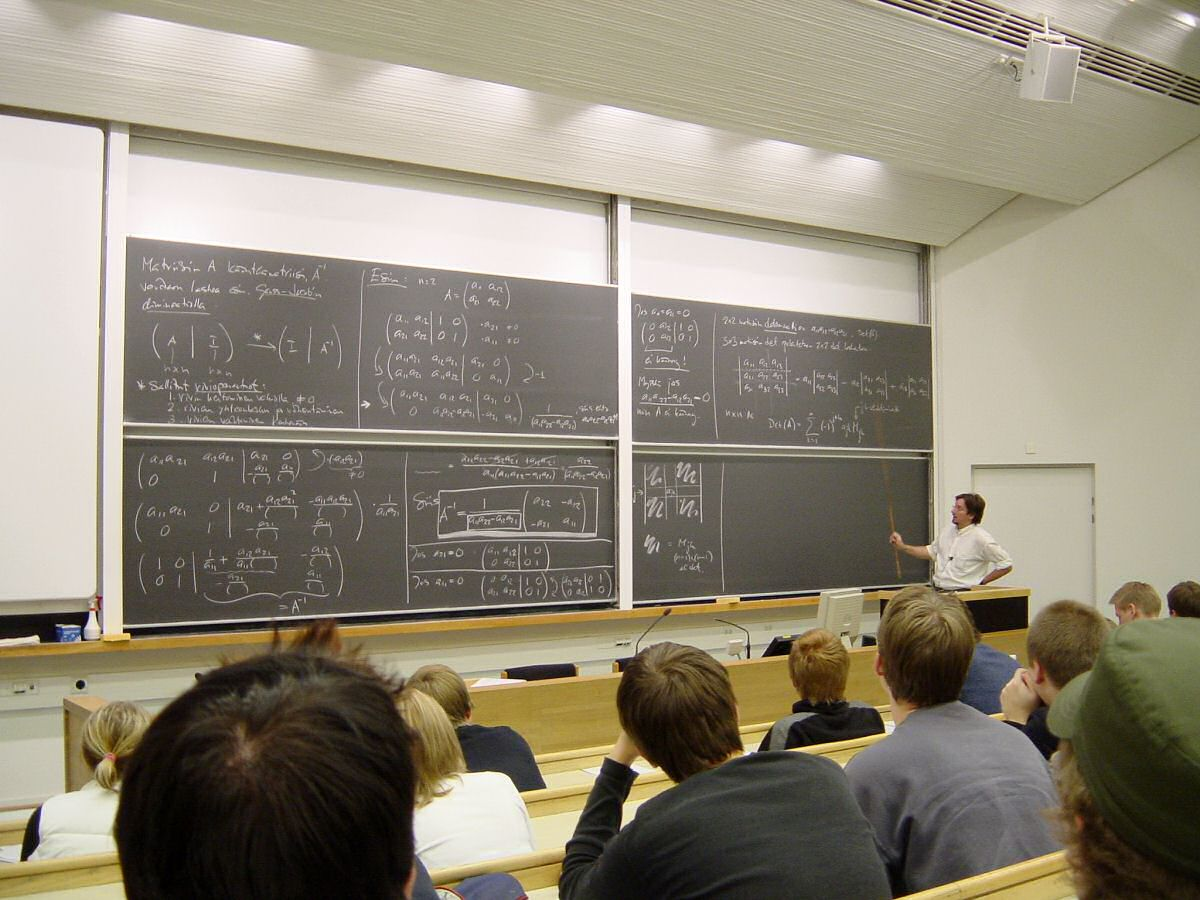
Studenti naslouchající výkladu lineární algebry na Helsinské technické univerzitě

Student nebo studující (zastarale též študent či študák) je člověk, který chodí do školy a který se systematicky vzdělává na nějaké střední, vyšší odborné, či vysoké škole, obvykle tak činí za účelem přípravy na své budoucí povolání. Věnuje se lidské činnosti zvané studium. Obsah pojmu v různých kontextech a jazycích variuje – český školský zákon jako studenta označuje až studenty vyšších odborných a vysokých škol (takoví studenti se také označují jako posluchači), u středních škol užívá označení žák (obdobně to funguje v němčině), avšak běžně se v češtině jako studenti označují už žáci středních škol, zejména gymnázií; v učebních oborech se však vzdělávají učni.

## Věková hranice
Dolní věková hranice studenta je fakticky limitována pouze dobou ukončení základní školní docházky na základní škole, horní věková hranice de facto neexistuje, neboť studovat lze vlastně až do smrti, nicméně obvyklé věkové rozmezí pro studium se pohybuje od 15 let do (velmi přibližně) 26 až 30 let lidského věku. Starší student pak někdy bývá označován souslovím věčný student. 

## Studentská privilegia
Od 26 let nemá v současné době žádný student nárok na studentskou slevu na jízdné. Studentské slevy na vstupné jsou někdy na věku nezávislé, a mohou je tedy využít i osoby starší 26 let.

## Student a volba povolání
Studenti začátku 21. století očekávají rovnováhu mezi pracovním a osobním životem, přičemž důležitým kritériem pro výběr budoucího zaměstnavatele je atmosféra na pracovišti. Změna preferencí po revoluci způsobila, že studenti na vysokých školách častěji než dříve studují na povolání právníka, manažera nebo psychologa (která jsou tak ve společnosti již hojně zastoupena), zatímco technické obory, považovány za „méně prestižní“, se takové přízni netěší. Kvůli tomu vzniká nedostatek technicky vzdělaných odborníků. Ředitel pro podnikovou komunikaci společnosti Bosch Pavel Roman se v roce 2013 domníval, že jednou z cest, jak tuto situaci změnit, je zrušit školy, které za veřejné peníze vytvářejí studenty s neuplatnitelnou kvalifikací.